# Sphingomorpha rapta
Sphingomorpha rapta là một loài bướm đêm trong họ Noctuidae.